# Guinness (azienda)
Guinness è un marchio della Diageo, produttore britannico di bevande alcoliche.
Il marchio contraddistingue una birra stout scura, dal sapore leggermente amaro, in produzione dalla metà del XVIII secolo originariamente a opera di Arthur Guinness, industriale irlandese fondatore della Arthur Guinness & Sons, confluita nel 1997 nella citata Diageo.
Benché il marchio sia di proprietà britannica, il birrificio che la produce è storicamente il St. James's Gate Brewery di Dublino.

## Descrizione
La birra si presenta scura, quasi nera. Nonostante ciò la sua colorazione è in realtà ufficialmente nota come "Rubino scuro" ovvero bruno carico. La schiuma è bianca, molto compatta e cremosa. Il gusto è decisamente amarognolo, poco corposo e facilmente riconoscibile (sentori di torrefazione quali la classica nota di caffè).
Prodotta con acqua, orzo maltato, orzo non maltato torrefatto, luppolo e lievito, prende il colore e il sapore tipico da un particolare procedimento di tostatura dell'orzo. La birra inoltre è pastorizzata e filtrata, per un procedimento di produzione e fermentazione che dura circa 10 giorni.
Altra caratteristica fondamentale è che tale birra è spillata tramite carbo-azoto anziché in anidride carbonica: l'azoto non si disperde nel liquido, rendendo la Guinness una birra "ferma", con meno bollicine e creando la caratteristica schiuma compatta.
È servita nel tipico bicchiere dal design a campana rovesciata, da una o mezza pinta.
È venduta anche in lattine, acquistabili nei supermercati. Le lattine contengono una piccola sfera di materiale plastico che consente la formazione del cappello di schiuma al momento del riempimento del bicchiere, come avverrebbe se fosse spillata da una spina. Si può trovare un meccanismo analogo anche nelle bottiglie, dove invece di esserci una sfera, è contenuto un piccolo oggetto a forma di "razzetto" con delle piccole alette ai lati, in modo tale che, una volta inserito in fase di produzione, non possa uscire accidentalmente. Alette di cui non necessitano le sfere usate nelle lattine, poiché inserite a lattina ancora non dotata di coperchio.

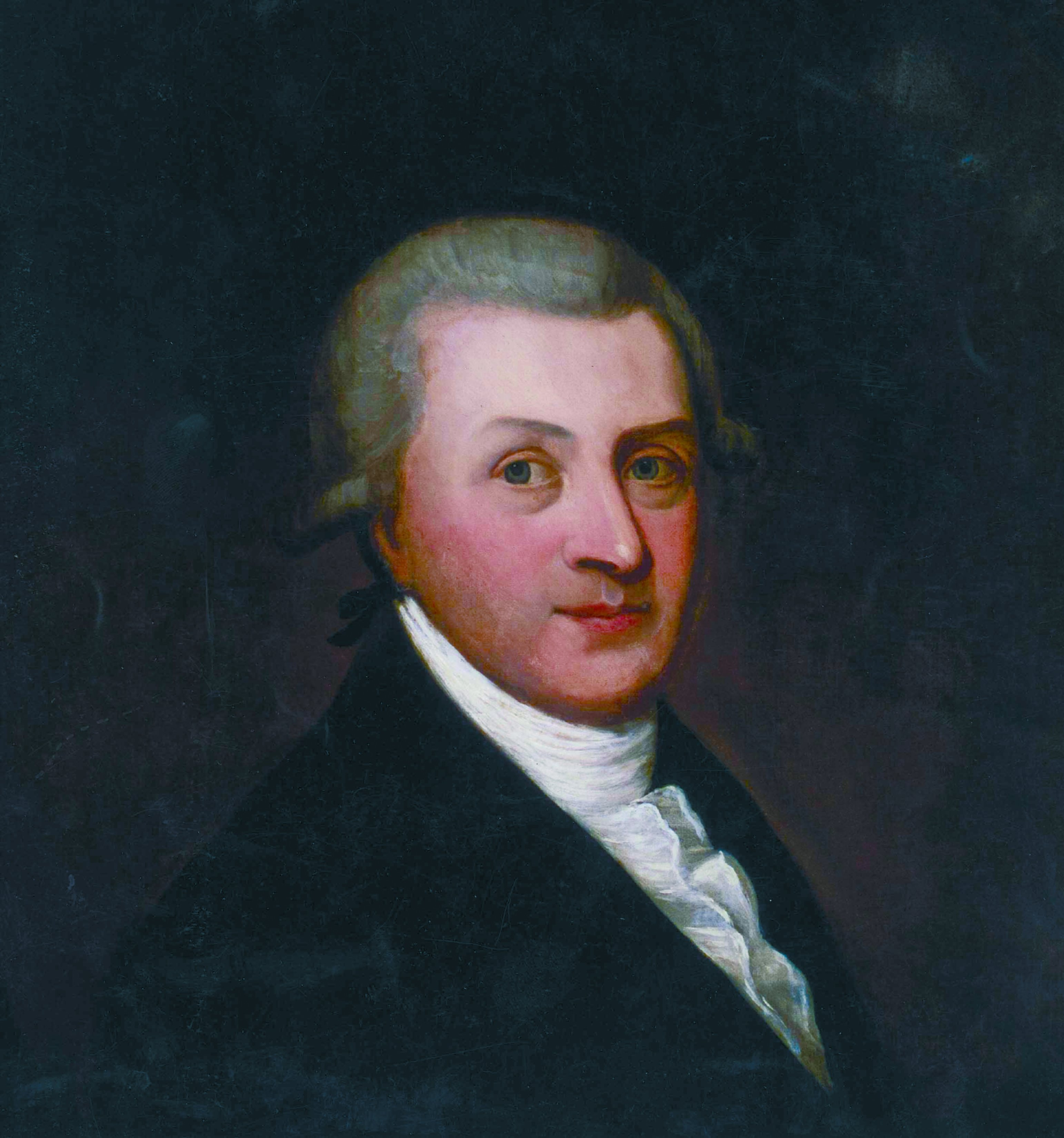
Ritratto di Arthur Guinness, birraio che creò la Guinness nel 1759

## Storia
Arthur Guinness incominciò a produrre birra a Leixlip per poi trasferirsi alla celebre St. James's Gate Brewery, a Dublino nel 1759. Tale sito era abbandonato ed affittato a Arthur Guinness per 45 sterline all'anno per un contratto lungo 9000 anni. Per quanto la Guinness sia la birra nera per eccellenza e quantomeno la più conosciuta, il particolare procedimento stout di tostatura non fu inventato da Arthur Guinness, ma è risalente ad almeno 50 anni prima della sua nascita.
Il nome Guinness dei primati deriva dalle "Birrerie Guinness", di cui sir Hugh Beaver, inventore del celebre libro, era amministratore delegato; da molti anni il libro e l'industria non sono più associati, tuttavia i nuovi editori hanno deciso di mantenere il nome per consolidare i legami col passato, mentre le birrerie non hanno protestato perché lo hanno visto come un modo vantaggioso di farsi pubblicità senza essere sponsor del libro.

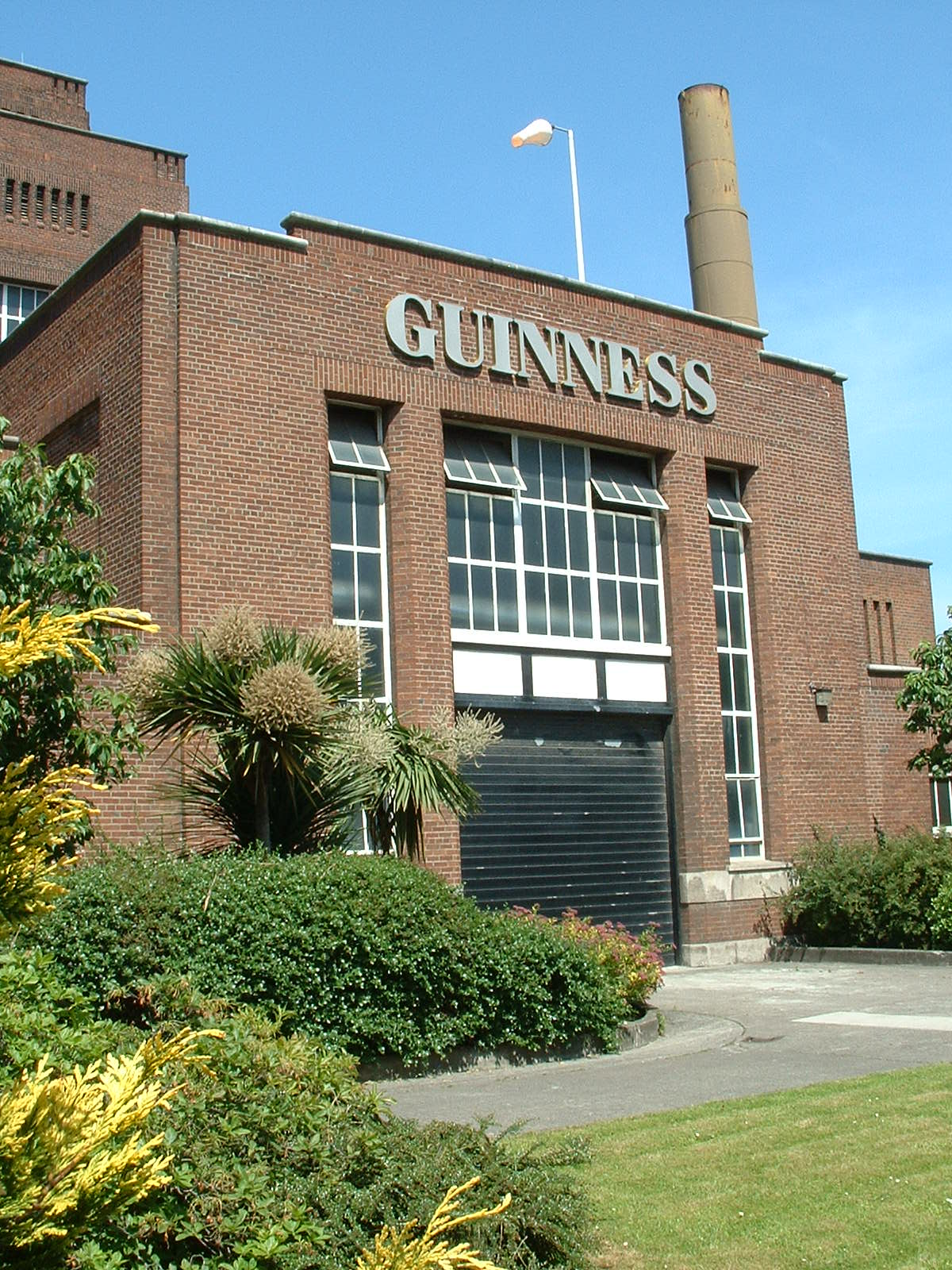
Facciata esterna della St. James's Gate Brewery, casa della Guinness

## Varianti

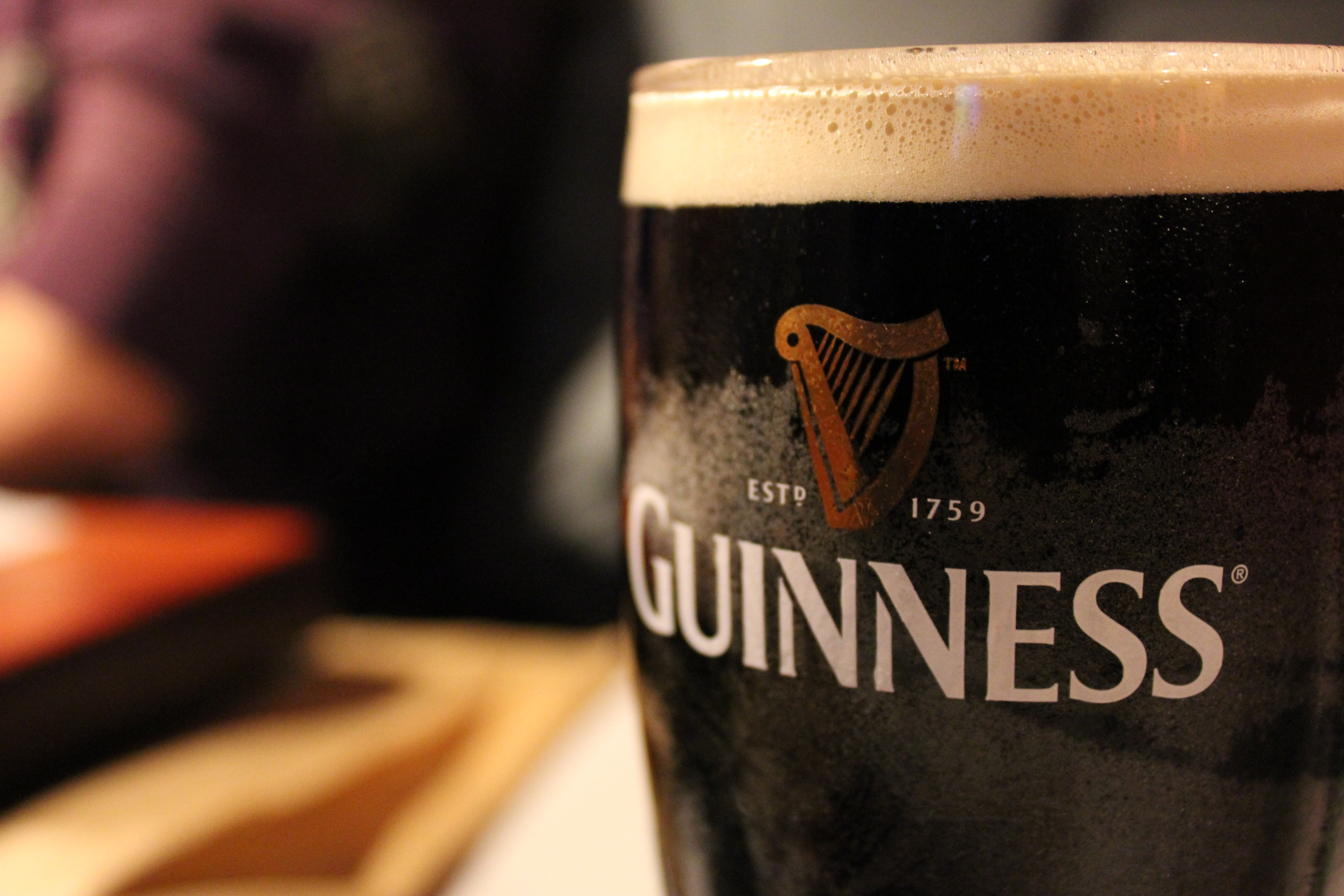
Guinness da Bar

Per incontrare il gradimento mondiale di tale birra, nel tempo furono create parecchie varianti sia inerenti alla gradazione alcolica sia al tipo di contenitore utilizzato: attualmente la Guinness è distribuita in bottiglia, lattina, fusto domestico o da bar e venduta praticamente in tutto il mondo con gradazioni alcoliche differenti e gusti più o meno amarognoli.

## Pubblicità
La Guinness deve gran parte della sua fama ad una serie di pubblicità create da John Gilroy tra il 1930 e il 1940: celebri sono le campagne con gli animali (tucano, leone, struzzo) entrate direttamente nell'iconografia e nella storia della pubblicità, tuttora riconoscibili e utilizzati da gran parte del merchandising della casa irlandese, diventando paradossalmente più famosi del logotipo stesso (un'arpa - in questo caso speculare -, simbolo dell'Irlanda e del Trinity College di Dublino).
I vari motti come ad esempio Lovely Day for a Guinness o Guinness is Good For You, che accompagnavano queste pubblicità, sono anch'essi entrati nella creazione del mito Guinness.
Attualmente gran parte del business è dovuto al licensing e alla vendita di vestiti ed accessori raffiguranti il logotipo della Guinness o delle varie campagne pubblicitarie di John Gilroy. Nel XIX secolo iniziò la campagna pubblicitaria più lunga della sua storia. Essa comportava il gettare delle bottiglie sigillate contenenti documenti nell'Oceano Atlantico. Delle bottiglie si ritrovano ancora oggi nel Texas e nei Paesi dell'America Centrale e Meridionale.
È inoltre sponsor ufficiale dei tornei rugbystici Pro14 e Sei Nazioni.

## Curiosità
Nei primi anni del Novecento, la Guinness si dotò di un team di ricerca per studiare in modo scientifico i parametri che influenzano la qualità della birra, applicando procedimenti che oggi prendono il nome di controllo di qualità. Un dipendente della Guinness, William Sealy Gosset, laureato in chimica e matematica, si interessò di statistica pubblicando una serie di lavori sotto lo pseudonimo di "A. Student". In questi lavori egli sviluppò un metodo di confronto fra campioni statistici che viene ampiamente usato ancora oggi in ogni campo, per esempio negli studi clinici di efficacia dei farmaci.